# Brunkeberg (miasto)
Brunkeberg – wieś w Nowegii w gminie Kviteseid w okręgu Telemark. Przez miejscowość przebiega trasa E134, z Drammen do Haugesund. W Brunkeberg zaczyna się również Telemarksvegen, droga krajowa 41, która biegnie z Brunkeberg do Kristiansand. Większość sklepów w Brunkeberg jest dziś zamknięta. Dziś można znaleźć tylko jeden sklep z używanymi rzeczami.
W Brunkeberg znajdowała się pierwsza norweska szkoła nauczycielska. W niej uczył się między innymi Aasmund Olavsson Vinje. W miejscowości przy autostradzie 41 znajduje się kościół z białym krzyżem z 1790 roku.